# Xorides minimus
Xorides minimus là một loài tò vò trong họ Ichneumonidae.